# Militärförtjänstorden (Spanien)

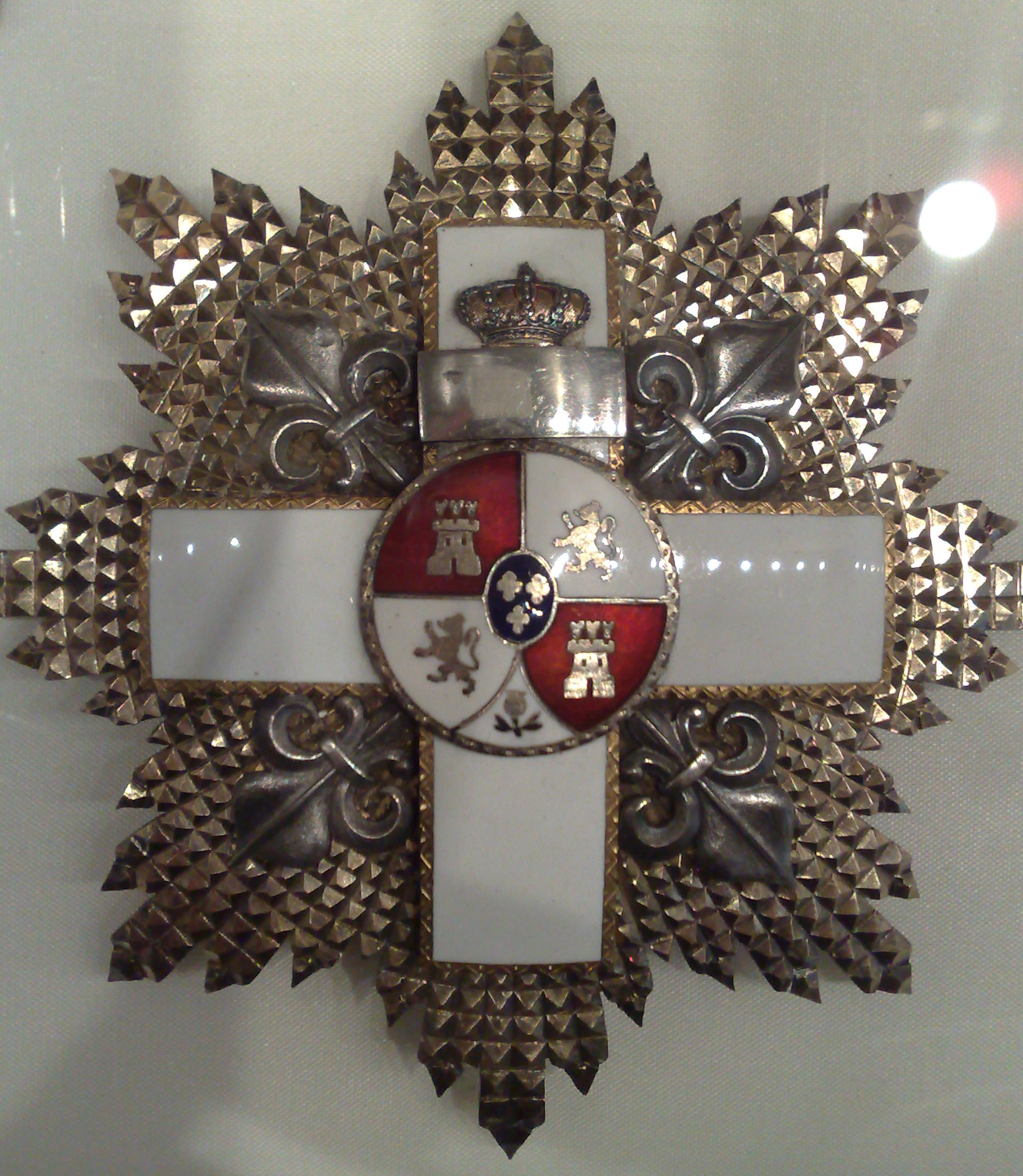
Vita divisionens storkors

Militärförtjänstorden (spanska: Cruces del Mérito Militar) är en spansk orden instiftad den 3 augusti 1864 av drottning Isabella II. Orden är Spaniens militära utmärkelse för tapperhet eller merit i krig eller fred. Den tilldelas medlemmar i de spanska väpnade styrkorna, Guardia Civil eller civila.
Orden består av fyra klasser (storkors och kors). Storkorset delas till generaliteten eller sådana civila människor som har likadan status i civilvärlden. Korset delas till alla andra. Ytterligare finns det fyra divisioner beroende på orsaken till varför mottagaren fick utmärkelsen:
|             | Röd                                          | Blå                                                                | Gul                                                | Vit                                               |
| ----------- | -------------------------------------------- | ------------------------------------------------------------------ | -------------------------------------------------- | ------------------------------------------------- |
| Beskrivelse | för tapperhet och lederskap under konflikten | för extraordinära gärningar under internationell tjänst (bl.a. FN) | för gärningar som gäller en hög risk för sig själv | för extraordinär tjänstgöring för landets försvar |
| Storkors    |                                              |                                                                    |                                                    |                                                   |
| Kors        |                                              |                                                                    |                                                    |                                                   |